# Xã Bath, Quận Cerro Gordo, Iowa
Xã Bath (tiếng Anh: Bath Township) là một xã thuộc quận Cerro Gordo, tiểu bang Iowa, Hoa Kỳ. Năm 2010, dân số của xã này là 281 người.